# Бєлих Віктор Іванович
Віктор Іванович Бєлих ( 6 квітня 1925, м. Золотоноша, Полтавська губернія (нині  — Черкаська область, Україна ) — 25 лютого 2001, м. Рибниця, Придністровська Молдавська Республіка ) — релігійний діяч «незареєстрованих» п'ятидесятників, проповідник, поет, ректор Рибницького біблійного коледжу, начальствуючий єпископ Об'єднаної церкви християн віри євангельської (1992-2001).
В'язень сумління, двічі засуджений за «контрреволюційну діяльність» та «державні злочини», у таборах і на засланні провів 23 роки. У 1988 році Верховним судом Української РСР був реабілітований і визнаний жертвою політичних репресій  .

## Біографія

### Ранні роки
Віктор Іванович Бєлих народився в сім'ї євангельських християн міста Золотоноша, що тоді входило до складу Полтавської губернії. Його батько, Іван, був регентом і дияконом у помісній євангельській громаді, а мати співала в церковному хорі.
Незважаючи на релігійне виховання, ще юний Віктор, у восьмому класі вступив до комсомолу де його обрали секретарем первинної комсомольської організації школи . У  1941 році, у віці 16-ти років, його відправили розвідником разом з іншою групою. Під час виконання розвідувального завдання на правому березі Дніпра він був затриманий німецьким патрулем, але згодом його відпустили. Не зумівши перейти лінію фронту, В. Бєлих повернувся до окупованої німцями Золотоноші.
Після повернення радянської армії його знову призвали на військову службу, але через стан здоров’я він був зарахований до трудової армії та направлений до Саратова, де працював водієм на шарикопідшипниковому заводі.

### Служіння у підпільних громадах
Повернувшись 1946 року в Україну, Віктор Бєлих розпочав служіння благовісника у п’ятидесятницьких громадах. У лютому 1947 року в Києві він узяв участь у підпільній нараді п’ятидесятницьких лідерів, які не приєдналися до об’єднання ВСЄХБ (Всесоюзної ради євангельських християн-баптистів).
У березні 1948 року в Дніпродзержинську (нині — Кам’янське) він брав участь у другій розширеній нараді п’ятидесятницьких служителів, після закінчення якої разом з іншими делегатами був заарештований.
В. Бєлих був заочно засуджений Особливою нарадою при Міністерстві державної безпеки СРСР за статтею 58, пункт 10 Кримінального кодексу РРФСР («антирадянська агітація») до восьми років позбавлення волі. Покарання відбував у Мінлазі (м. Інта, Комі АРСР). Звільнений у травні 1955 року. Протягом деякого часу служив пастором у п’ятидесятницькій церкві в Інті.
На початку 1956 року Віктор Бєлих був рукопокладений на пресвітерське служіння Афанасієм Бідашем, а в листопаді того ж року — посвячений у сан єпископа.
У цей період Бєлих активно працював над об’єднанням розрізнених незареєстрованих п’ятидесятницьких церков, відвідуючи громади в Росії, Україні та Молдові. Разом з іншими п’ятидесятницькими лідерами він брав участь у переговорах з урядом СРСР у Москві щодо створення незалежного союзу п’ятидесятників.
1 січня 1958 року в Москві Віктор Бєлих одружився з Вірою Андріївною Нечипоренко. У шлюбі народилося п’ятеро дітей, але старший син Петро помер у дитинстві.
Наприкінці 1958 року його було повторно заарештовано. У 1959 році Віктора Бєлиха засудили за «державні злочини» до десяти років виправно-трудових колоній з подальшою п’ятирічною висилкою. Більшу частину терміну він відбував у Дубравлазі (Мордовія), заслання відбував у селі Маківське, Красноярського краю.Після звільнення деякий час проживав у селі Огурцово (Новосибірська область), працював електрослюсарем на експериментальному заводі Сибірського відділення АН СРСР.
У серпні 1976 року сім’я Бєлих переїхала до Дубоссар (Молдавська РСР). Наступні 12 років, до виходу на пенсію, Віктор Іванович працював сантехніком на місцевій швейній фабриці.

### Служіння в ОЦХВЄ
З початку 1980-х років нереєстровані п’ятидесятники фактично розділилися на «київське братство» та «московське братство». У травні 1992 року в Москві обидві групи об’єдналися, проголосивши створення Об’єднаної церкви християн віри євангельської (ОЦХВЄ). На з’їзді Віктор Бєлих був обраний начальствуючим єпископом. Пізніше його переобрали на другому (1997) і третьому (1999) з’їздах ОЦХВЄ.
Як п’ятидесятницький єпископ Віктор Бєлих виступав у Кремлівському палаці з’їздів на богослужінні, організованому Девідом Йонгі Чо у 1991 році. Він очолив делегації ОЦХВЄ на 16-й Всесвітній п’ятидесятницькій конференції в Осло (1992) та 17-й — у Єрусалимі (1995), а також брав участь у Першій всесвітній слов’янській конференції ХВЄ в Києві (1996). Зі свідченнями В. І. Бєлих і І. П. Федотов виступили перед делегатами 64-ї Генеральної асамблеї Церкви Бога в Новому Орлеані (1992), де їхній виступ був зустрінутий оплесками.
З 1993 року В. І. Бєлих став ректором Рибницького біблійного коледжу, який щойно відкрився — першої богословської школи Об’єднаної церкви християн віри євангельської (ОЦХВЄ).  До 2001 року коледж залишався базовим навчальним закладом ОЦХВЄ.

Віктор Іванович Бєлих помер 25 лютого 2001 року внаслідок раніше перенесеного інфаркту міокарда. Похований на Алеї Слави центрального цвинтаря міста Рибниця .

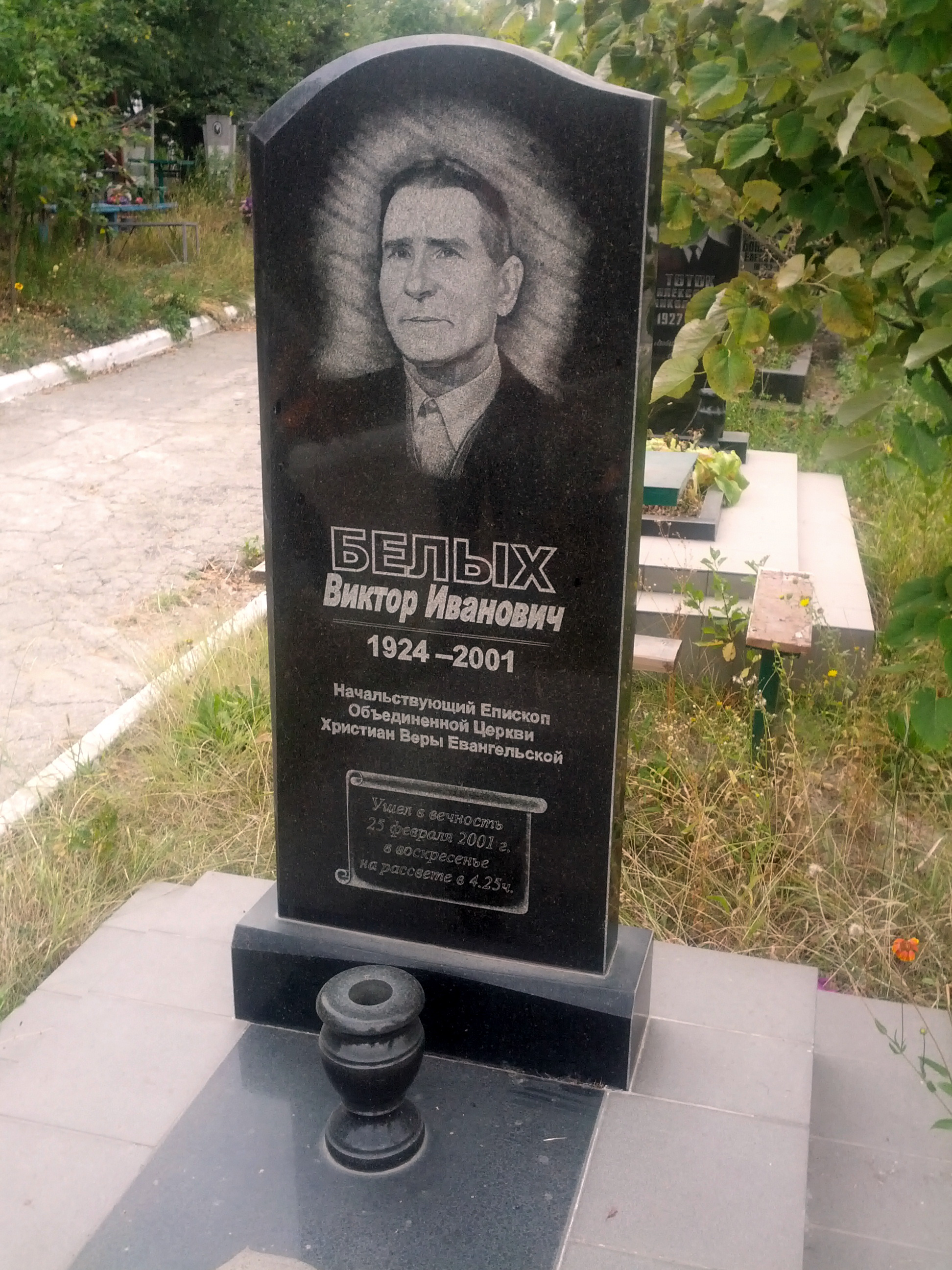
Могила Віктора Бєлих на центральному цвинтарі Рибниці

## Спадщина
Віктор Бєлих є автором низки християнських віршів і поем, деякі з яких стали популярними християнськими піснями. У п’ятидесятницьких громадах його твори поширювалися в рукописному вигляді — зокрема, вірші «Шістнадцять» (1948), «В’язень» (1948), «Лист матері» (1948), «Ревекка» (присвячений нареченій), «Новий рік» (1959), «Прощавай, Україно, прощай, краю рідний!» (1959), «Лицемірам» та інші.
У його найвідомішому творі — «Північ», написаній під час першого ув’язнення та пізніше включеній до збірки євангельських гімнів «Пісні Відродження», висловлюється впевненість у швидкому настанні релігійної свободи та свободи проповіді.
Вірш «Голубиця» був написаний у співавторстві з дружиною. Створення та поширення власних віршів і пісень «антирадянського, сектантського змісту» ставилося Бєлиху в провину під час другого судового процесу  .

### Публікації
- Віктор Бєлих. Домобудівництво Церкви Христової. — Київ: Світанок, 1992.
- Віктор Бєлих. Під хрестом, за Христом. — Київ, 1993. — (Спогади).
- Віктор Бєлих. Христові воїни / Упорядники: Цимбалюк Олег, Антюхова Тетяна. — Київ: Альфа і Омега, 1993. — 80 с. — (Збірка поезій).
- Віктор Бєлих. Христові воїни. — Малоярославець: Смирна, 1997. — (Збірка поезій).
- Віктор Бєлих. Слідами Христовими. — Вінниця: Слово християнина, 1998. — (Автобіографія).

- Віктор Бєлих. Слідами Христовими. — Малоярославець: Смирна, 1998. — (Автобіографія).